# Sidi Zouine
Sidi Zouine (en àrab سيدي الزوين, Sīdī az-Zwīn; en amazic ⵙⵉⴷ ⵣⵡⵉⵏ) és una comuna rural de la prefectura de Marràqueix, a la regió de Marràqueix-Safi, al Marroc. Segons el cens de 2014 tenia una població total de 14.954 persones.
El nom ve del místic sufí Sidi Mohammad Zouine, enterrat al poble en una tomba o dareh on la gent acudeix a resar. Al costat de la tomba hi ha una important zàuiya.
Aquesta localitat i Sidi Bou Othmane han estat proposades per a acollir el nou aeroport internacional de Marràqueix.